# Апонте, Хосе Антонио
Хосе Антонио Апо́нте-и-Улаба́рра (исп. José Antonio Aponte у Ulabarra; умер 9 апреля 1812, Гавана) — кубинский революционер и военный офицер йорубского происхождения, организовавший одно из самых известных восстаний рабов на Кубе — «Заговор Апонте» 1812 года.
Имел звание первого капрала (cabo primero) в чёрной милиции (ополчении) Гаваны и был лидером местного объединения йоруба. Апонте, свободный чёрный плотник из Гаваны, был провозглашён предводителем заговора с целью восстания за свержение испанского господства и рабства на Кубе, освобождение рабов и улучшение положения свободных чернокожих. Движение, в котором участвовали рабы, а также свободные чёрные и белые кубинцы, напало на несколько плантаций сахарного тростника на окраинах Гаваны, но вскоре было жестоко подавлено испанскими властями.
Апонте оставил книгу рисунков, которая, как утверждается, послужила планом восстания 1812 года, за которое он был осуждён вместе с восемью своими соратниками. Его схватили и повесили, тело обезглавили, а голову поместили в железную клетку и выставили напоказ перед домом, где он жил (а его руку — на другой улице).

## Происхождение
Хотя историки не уверены в точной дате его рождения, предполагается, что Апонте родился около 1760 года в Гаване. Не известно и о его матери, подробностях детства и юности. Однако Апонте включил в свой альбом рисунки нескольких членов семьи, включая отца и деда.
Его дед Хоакин Апонте поднялся по военной иерархии, в конечном итоге став капитаном гренадеров и прослужив 43 года в свободной чёрной милиции в Гаване. Своего отца Николаса Апонте Хосе Антонио также изображал как военного, хотя подтверждающих это документов нет. Учитывая прошлое его семьи, также вступил в свободную чёрную милицию Гаваны. В ополчении Апонте участвовал в захвате Багамских островов у англичан и стал первым капралом смешанного батальона, состоявшего из мулатов и чернокожих.
Апонте изучал политику и историю, а также мировые культуры, хорошо знал несколько африканских и креольских языков. У него была небольшая библиотека из двенадцати книг, включая «Басни Эзопа», путеводитель по Риму и историю Эфиопии. Более того, он выступал связующим звеном между различными политическими и социальными группами Гаваны — от африканских кабильдо до белого масонства. Достоверность его происхождения из народа йоруба, принадлежности к служителям культа шанго, братству огбони и кабильдо лукуми Кабильдо остаётся предметом споров. Вместе с тем, существует научный консенсус, что Апонте был мастером-плотником, скульптором по дереву и художником.

## Восстание Апонте
На Кубе в конце XVIII века происходили многочисленные восстания, возглавляемые цветными и рабами; Апонте продолжил это наследие в XIX веке, когда бум сахарных плантаций на Кубе вызвал массовый завоз рабов и изменил социальную структуру кубинского общества, ещё больше разделив классы по расовому признаку. Всеобщее ухудшение положения людей африканского происхождения вместе с тем привело к росту единства как свободных, так и порабощённых афрокубинцев.
Таким образом, Апонте был мотивирован возглавить массовое восстание с целью отменить рабство, свергнуть колониальное угнетение и создать независимое общество, свободное от дискриминации. Собрав вокруг себя группу рабов и свободных, Апонте планировал сжечь сахарные заводы, атаковать арсеналы в Гаване и вооружить 400 человек на восстание. Однако деятельность заговорщиков стала известна колонизаторам, и 9 апреля 1812 года они повесили Апонте и некоторых его товарищей. Для устрашения против будущих восстаний отрубленная голова Апонте была выставлена в железной клетке на въезде в Гавану. Колониальная администрация Кубы полагала, что сможет разобщить солидарность между угнетёнными цветными в силу их разного правового статуса, однако была потрясена, что в заговоре Апонте приняли участие не только рабы, но и свободные.
Движение Апонте включало повстанцев, нападавших на плантации и белых плантаторов в Гаване и Пуэрто-Принсипи, хотя заговорщики были схвачены властями прежде, чем смогли осуществить свои планы в Баямо и Ольгине. Ведутся споры о том, был ли Апонте единственным лидером восстания 1812 года; некоторые историки утверждают, что движение было децентрализованным и имело множество предводителей, поскольку среди рабов на острове были представлены различные этнические группы.

## Книга рисунков
При обыске места жительства Апонте был обнаружен альбом — книга с зарисовками и планом, сделанным Апонте. По словам испанских чиновников, она содержала карты улиц и военных гарнизонов на Кубе, изображения чёрных солдат, избивающих белых, зарисовки эпизодов из жизни самого Апонте, рисунки с портретами его отца и деда, Джорджа Вашингтона и чёрных правителей. После допроса Апонте колониальные власти заявили, что этот документ использовался в качестве плана революции, чтобы проиллюстрировать подготовку восстания для чёрных ополченцев и других потенциальных участников, посещавших собрания у него дома. Предполагается, что он использовал образы чёрных революционеров (таких как Туссен-Лувертюр, Жан-Жак Дессалин и Анри Кристоф) и черпал вдохновение из Гаитянской революции. Именно из-за этой книги власти объявили Хосе Антонио Апонте предводителем восстания на острове.
К сожалению, эта улика была утеряна, и единственное, что о ней известно, — это описание, предоставленное Апонте во время допроса. Книга стала предметом обсуждений историков. Некоторые считают его работу политико-педагогическим инструментом, призванным просветить сторонников Апонте и прославить будущее Африки во всемирной истории. Другие полагают, что Апонте хотел, чтобы книгу читали как размышление о суверенитете чёрных, интеллектуальное представление о новом независимом государстве африканцев, которое он пытался создать на Кубе. Кроме того, его можно рассматривать как осколок интеллектуальной истории Чёрной Атлантики, источник для изучения мировоззрения чернокожего художника и революционера.

## Наследие
Восстание Апонте считается важным событием в кубинской истории — одним из первых выступлений за независимость острова, — но на протяжении XIX века власти стремились демонизировать Апонте, что породило фразу «хуже, чем Апонте» (Más malo que Aponte). Автор конца XIX века Франсиско Кальканьо изображал выступление Апонте как кошмар восстания чёрных, разрушающего цивилизацию белых. В противовес такой колониальной версии истории известный кубинский антрополог и социолог XX века Фернандо Ортис, рассматривая заговор Апонте как выражение стремления рабов обрести свободу для себя и всей Кубы, тем самым изменил исторический нарратив о восстании.
Чёрные учёные и другие интеллектуалы использовали образ Апонте и его движения, чтобы утвердить важную роль афрокубинцев в прошлом своей страны. Последующие кубинские революционеры находили в истории Апонте образец выступления против несправедливости и системных предрассудков. Кубинская государственная антирасистская организация, основанная в 2009 году и ранее известная как Комиссия по борьбе с расизмом и дискриминацией, была переименована в его честь в Комиссию Хосе Антонио Апонте (CJAP de la UNEAC). Апонте также был переосмыслен как национальный герой и один из отцов независимой Кубы, что подтвердил 200-летний юбилей его смерти от рук колониальных властителей в 2012 году.